# Ka (König)
König Ka (altägyptisch Hor-ka oder Hor-sechen) war ein altägyptischer Herrscher (Pharao) der prädynastischen Zeit (sogenannte 0. Dynastie), welcher um etwa 3100 v. Chr. regierte. In der Vorgeschichte des ägyptischen Reichs gehörte König Ka zu jenen Regenten, die eine vorübergehende Reichseinigung erwirken konnten, wobei offenbleiben muss, welche Gebiete genau durch König Ka vereint wurden, da das ägyptische Reich zu seiner Zeit anders aufgeteilt war.
Von König Ka selbst sind zahlreiche Artefakte und Schriftzeugnisse erhalten, durch die zu kulturellen, wirtschaftlichen und politischen Veränderungen aus seiner Zeit wertvolle Erkenntnisse gewonnen werden konnten. Seine genaue chronologische Position hingegen bleibt unklar, ebenso, wie lange er regiert hat.

## Fundlage
Ka ist vor allem durch zahlreiche Gefäßinschriften, aber auch durch Felsritzungen bekannt. Neben den Königen Narmer und Skorpion II. ist er der bestbezeugte Herrscher der Vordynastien, auch außerhalb Ägyptens. Sein Name fand sich auf Objekten bei Tell Ibrahim Awad im Nil-Delta, in Helwan (bei Memphis) und in Tarchan. Weitere Funde stammen aus den Ausgrabungsgebieten bei Tell Erani und Nahal Tillah im Südwesten der Levante.

## Name und Identität

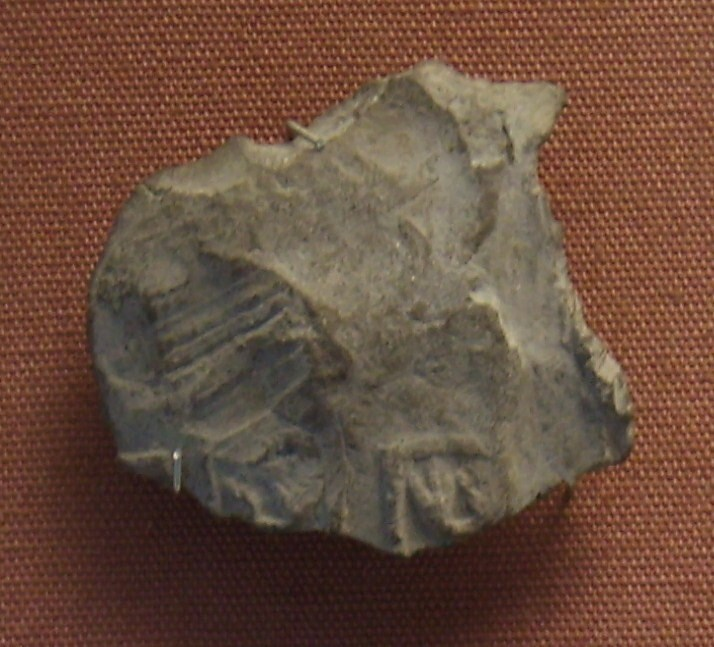
Siegelabdruck des Ka, aus Abydos; British Museum, London

Die Lesung des Namens dieses Herrschers ist problematisch. Es gibt Gefäßaufschriften, auf denen Namenssiegel und Hieroglyphe beide in dieselbe Richtung weisen und eine Lesung als „Ka“ in Frage kommt. Es gibt aber auch Gefäße, auf denen der Serech richtig herum ausgeführt ist, das vermeintliche Ka-Symbol aber definitiv kopfsteht, weshalb auch eine Lesung als „Sechen“ in Betracht gezogen wird. Es wurde aber auch schon vermutet, dass es sich bei „Ka“ um den Ka-Namen des Narmer handeln könnte. Gerade weil die Lesung der Namenshieroglyphe so unsicher ist, schlägt der Ägyptologe Ludwig D. Morenz als neutrale Lesung den Namen „König Offene Arme“ vor.
Ka ist der frühdynastische Herrscher Ägyptens, unter dem sich der königliche Serech als Namenssiegel endgültig durchsetzt, obgleich schon einige Herrscher vor ihm den Serech hin und wieder benutzten. Unter Ka festigte sich auch die Tradition, den Falken des Horus als göttlichen Patron des Serechs zu führen.
Kas genaue chronologische Position kann bislang nur geschätzt werden. Auswertungen der Schriftausführungen auf Gefäßen sowie die architektonische Datierung seiner möglichen Grabanlage in Abydos lassen die Vermutung zu, dass Ka entweder zur selben Zeit wie König Skorpion II. und Narmer regierte oder deren unmittelbarer Vorgänger war.

## Regierungszeit

Gefäßritzung mit dem Namen des Ka

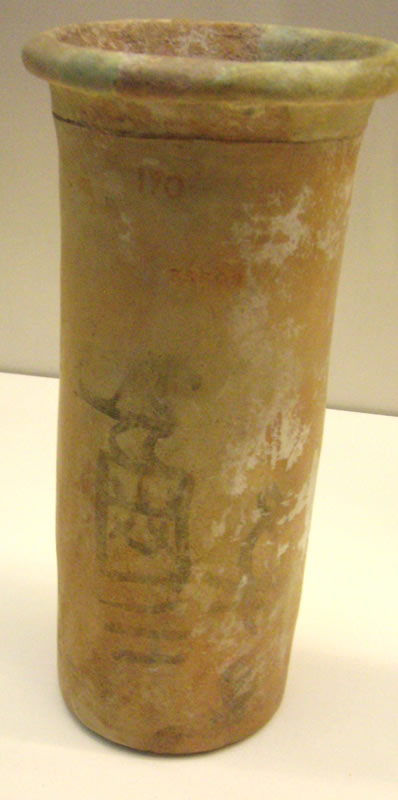
Gefäß mit Namen des Ka, aus Abydos; British Museum, London

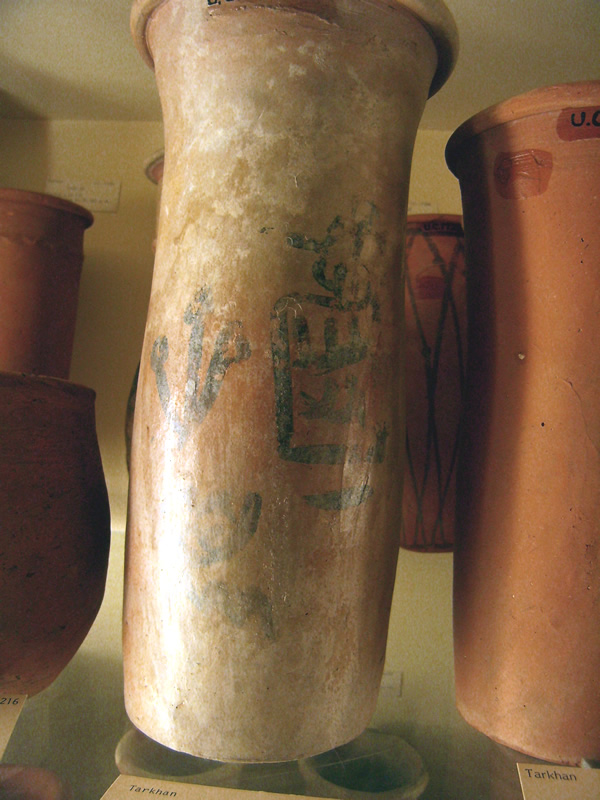
Gefäß mit Namen des Ka, aus Grab 261 in Tarchan; Petrie Museum, London

Bereits unter Ka werden erste kulturelle und ideologische Veränderungen und Neuerungen deutlich. In der Staatsideologie äußern sich letztere nicht nur durch die vermehrte Zusammenlegung diverser Gaue und Kleinstaaten, sondern auch durch die immer komplexere und intensivere Agrar- und Handelswirtschaft. Unter Ka haben sich erste Ämter und Hierarchien entwickelt, die eine effektive und verlässliche Zusammenarbeit und Funktionalität mit sich bringen. Immer mehr Provinzen und Fürstentümer verschmolzen miteinander und expandierten. Man erkannte offenbar den unübertroffenen Nutzen im Zusammenhalt und der wachsenden Stärke. Ideologische Veränderungen zeigen sich in den Nachweisen für extensiven Tauschhandel zwischen den Kleinkönigreichen. So wurden im Nildelta Gefäße mit typisch oberägyptischem Dekor gefunden und umgekehrt. Dieser nicht nur wirtschaftlich, sondern auch ideologisch motivierte, permanente Austausch zwischen den Königtümern führte schließlich zu einer Vereinheitlichung der geistigen Wertauffassungen und materiellen Kulturen. Spätestens unter König Narmer wird in den Gefäßinschriften und in den Funden in abydenischen und thinitischen Grabanlagen deutlich, wie vielschichtig und komplex das hierarchische Klassensystem schon seit protodynastischen Zeiten gewesen sein muss. Unter Berücksichtigung der Tatsache, dass jedes Königreich zu Skorpions Zeiten sein eigenes zentrales Verwaltungs- und Machtzentrum dieses Formats besaß, scheint es nur eine Frage der Führungsstärke gewesen zu sein, welcher der frühdynastischen Herrscher letztendlich die Reichseinigung abschließen konnte.
Zahlreiche Gefäßinschriften mit schwarzer Tinte, in einfachster Form ausgeführt, geben interessante Auskünfte über Steuern und eine florierende Handelswirtschaft. Dabei scheint vor allem zwischen Ober- und Unterägypten ein reger Handel betrieben worden zu sein, was verdeutlicht, dass es während der 0. Dynastie zu einer wachsenden Zentralisierung und Funktionalität der Steuern und Handelswirtschaft kam.
Einer der größten Wirtschafts- und Machtfaktoren in dieser Zeit werden wohl die Bewässerungsanlagen gewesen sein, deren Entwicklung und Nutzung unter Skorpion II. ihren ersten Höhepunkt erreicht haben dürften. Michael Allen Hoffman verweist unter Berufung auf die Dissertationen von Karl W. Butzer auf die Zunahme von Hinweisen auf Anlegung und Nutzung künstlicher Bewässerungssysteme; nicht nur auf dem königlichen Keulenknauf. Bewässerungsanlagen erlaubten einen erweiterten Anbau von Getreide, Gemüse und die Aufzucht von Nutzvieh. Dieser Faktor war für den sich gerade bildenden Staat von größter Bedeutung, da die Macht eng mit der Kontrolle über die Erntegebiete verbunden war. Nahrungsknappheit und/oder Platzmangel waren von jeher häufige Auslöser für Unruhen. Erschwerend kommt hinzu, dass die Gebiete mit kontrollierter Irrigation offenbar auf sehr kleine Areale begrenzt waren. Dies ist verwunderlich, da archäologische Hinweise auf kontrollierte Irrigation bis in die Naqada I.-Epoche zurückreichen, die Methode der Anlegung einfachster Bewässerungsanlagen war den Ägyptern also erstaunlich lange bekannt. Es bleibt daher zu klären, ob die Irrigationsareale vielleicht bewusst knapp gehalten wurden, um sich die Machthabe zu sichern.

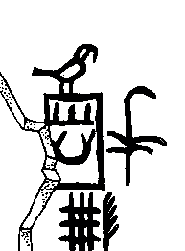
Eine weitere Scherbe des Ka

## Grabanlage
In Abydos befindet sich ein Grab (B. 7/9), das wohl Ka zugeordnet werden kann. Es besteht aus zwei unterschiedlich großen, je 1,90 m tiefen Kammern. Kammer B.7 misst 6,0 × 3,2 m, während Kammer B.9 mit 5,8 × 3,0 m nur unwesentlich kleiner ist. Die Grabanlage weist nach Süden. In beiden Kammern wurden mehr als vierzig Gefäße mit Aufschrift gefunden.